# Конецьк (гміна)
Гміна Конецьк (пол. Gmina Koneck) — сільська гміна у північній Польщі. Належить до Александровського повіту Куявсько-Поморського воєводства.
Станом на 31 грудня 2011 у гміні проживало 3340 осіб.

## Площа
Згідно з даними за 2007 рік площа гміни становила 68.13 км², у тому числі:
- орні землі: 84.00%
- ліси: 7.00%

Таким чином, площа гміни становить 14.32% площі повіту.

## Населення
Станом на 31 грудня 2011:
| Опис     | Загалом | Загалом | Чоловіки | Чоловіки | Жінки | Жінки |
| -------- | ------- | ------- | -------- | -------- | ----- | ----- |
| одиниця  | осіб    | %       | осіб     | %        | осіб  | %     |
| все      | 3340    | 100     | 1672     | 50.06    | 1668  | 49.94 |
| міське   | 0       | 100     | 0        |          | 0     |       |
| сільське | 3340    | 100     | 1672     | 50.06    | 1668  | 49.94 |

## Сусідні гміни
Гміна Конецьк межує з такими гмінами: Александрув-Куявський, Бондково, Домброва-Біскупія, Рацьонжек, Ваґанець, Закшево.